# لبخة

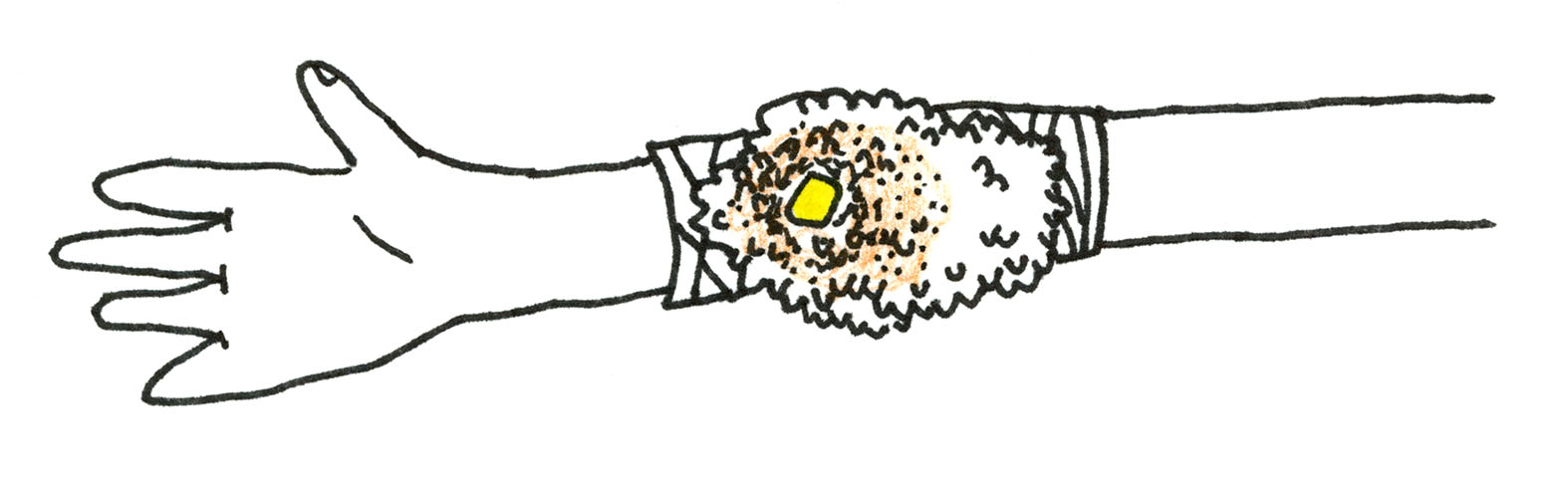
رسم يظهر كيف توضع اللبخة

اللبخة خليط من مواد لينة ساخنة يُلَبَّس بها العضو المصاب من الجسم. استُعمل في ذلك العديد من الأعشاب المستحضرة.